# Ballaghnatrillick
Ballaghnatrillick is een plaats in het Ierse graafschap Sligo.